# Vitina
Vitina (albánsky Viti nebo Vitia, srbsky Витина, Vitina) je město na východě Kosova v Gnjilanském okruhu. Nachází se nedaleko hranic se Severní Makedonií, asi 18 km jihozápadně od Gnjilane, 58 km severozápadně od Skopje a asi 60 km jihovýchodně od Prištiny. V roce 2011 žilo v samotném městě 4 924 obyvatel, v celé připadající opštině, k níž patří celkem 39 sídel, žilo 46 927 obyvatel, samotné město tedy tvoří pouze 10,5 % jejího obyvatelstva, což svědčí o její značně nízké míře urbanizace. Naprostou většinu obyvatelstva (99,3 %) tvoří Albánci.
Ve Vitině stojí tři náboženské stavby; římskokatolický kostel, ortodoxní kostel a mešita. Protéká jí řeka Binačka Morava, která se v Srbsku vlévá do Jižní Moravy.
Sousedními městy jsou Klokot, Kačanik, Uroševac a Gnjilane.

## Sídla
Opština Vitina se skládá z města Vitina a dalších 38 sídel, mezi která patří Balance, Begunce, Binač, Buzovik, Čerkez Sadovina, Čiflak, Debelde, Devaja, Đelekare, Donja Slatina, Donja Stubla, Donje Ramnjane, Drobeš, Gornja Budrika, Gornja Slatina, Gornja Stubla, Grmovo, Gušica, Jerli Sadovina, Kabaš, Letnica, Ljubište, Mijak, Novo Selo, Podgorce, Požaranje, Radivojce, Ravnište, Ribnik, Smira, Šašare, Trpeza, Trstenik, Veliki Goden, Vrban, Vrnavokolo, Vrnez a Žitinje.